# اسکاندیچی
شهر  اسکاندیچی (به ایتالیایی: Scandicci) با جمعیت ۵۰٬۰۵۳ نفر  در ناحیه توسکانی در کشور ایتالیا واقع شده‌است.